# Station Flavy-le-Martel
Station Flavy-le-Martel is een spoorwegstation in de Franse gemeente Flavy-le-Martel.